# 宮崎来城
宮崎 来城（みやざき らいじょう、1871年11月（明治4年）- 1933年（昭和8年））は、明治期から昭和期にかけて活動した日本の漢詩人、教師。福岡県久留米に生まれ、各地を放浪としながら台湾や中国でも活動した。帰郷後は詩作を行いながら門弟を集め教育を行うなど九州詩壇の盟主となった。代表作に『侠文章』（田岡嶺雲との共著）、伝記『鄭成功』など。
本名は宮崎 繁吉（みやざき しげきち）。字は子寔、初号は柳溪。来城、来城小隠と名乗っていたが、赤髪天狗・赤髪などの筆名を使った文章も見られる。

## 経歴

### 幼少期・少年期
1871年（明治4年）に久留米裏町（現在の荘島松ヶ枝町）で、久留米藩士であり俳人の宮﨑松語の長男として生まれる。13歳の頃、立て続けに両親を亡くし、官吏（唐津の警察署長）であった伯父の阿部卯太郎に育てられる。唐津で小学校に編入、のち唐津中学校に入学した。
中学卒業後の経緯は詳しく分かっていないが、来城が19歳になる1890年（明治23年）1月頃には東京に住み、“友人たちと暴れまわっていた”様子が書き残されている。
1893年（明治26年）には杉浦重剛『教旨弁惑 : 一名所謂衝突に就て』（敬業社）の口述筆記を行っているが、杉浦とどのような関係であったかは分からない。
その後は、福岡の福陵新報（後の九州日報）に出入りする。『福陵新報』は、当時玄洋社員の巣窟とみられており、来城も思想的には国権主義的な傾向があったことが推測される。

### 二度の訪台、詩人としての活躍
来城は台湾との縁が深く、一度目は1895年6月から1896年8月、二度目は1897年12月から1898年9月の期間に、統治時代初期の台湾に滞在していた。また二度目の訪台中には詩人としての活動も始まる。
1895年（明治28年）、日本軍の台湾上陸に同行し来台。1896年（明治29年）1月頃の時点では新竹支庁の総督府雇員として主に漢文翻訳の作業に従事し、重宝されていた。民政移管（4月1日）後の同年7月22日付の辞令で学務部編纂事務嘱託となるが、同年8月11日付には来城自身の意向で退職し、日本へ帰った。
1897年（明治30年）の年末には再び台湾を訪れ、さらに翌年の1898年（明治31年）頃には詩人としても活躍しはじめる。同年2月11日からは『臺灣新報』に自身の作品が掲載され、さらには他人の詩文への評語も多く投稿した。『臺灣新報』が『臺灣日報』と合併して『臺灣日日新報』となった後、同年7月には「桃花扇」を赤髪天狗もしくは赤髪の筆名で同紙に連載し（全36回）、同年8～9月にかけては来城の名義で「鄭成功」を連載した。しかし、9月9日掲載の第33回を最後に、連載未完のまま来城は台湾を離れた。

### 訪中と帰国、「侠文章」刊行
台湾から帰国後、康有為・梁啓超派に招聘されたため上海へ行ったといわれているが詳細は不明である。しかし1899年（明治32年）12月には日本で『楊貴妃』を刊行しているため、この時点では帰国していたことが分かる。またこの時期から、東京で『二六新報』記者として活動しており、日露戦争が勃発したころには従軍記者として中国に渡っている。
1900年（明治33年）には北清事変が起こったのを受けて、田岡嶺雲との共著『侠文章』を刊行する。同書は、当時『九州日報』主筆であった白河鯉洋が、嶺雲を実地に赴かせて書かれたルポに、来城の論説「強歟弱歟」を附して出版したものであり、戦争の悲惨や日本軍の非合理的な体質を告発している。来城は当初、鯉洋に執筆を依頼された際に、「昨日の文は今日の事に非ず、今日の事を以て昨日の文を読まば、所謂る六日の菖蒲、十日の菊たるを免れず」として固辞したものの、嶺雲と鯉洋の強い勧めがあり、応じたという。その後は1906年頃まで自伝的作品を多く執筆していく。
1909年（明治42年）頃には九州毎日新聞（久留米を拠点に1908年4月創刊）の主筆となった。

### 晩年
来城はその後も飄々とした態度で自由自在に放浪生活を送り、その様子は自著の『乞食旅行』や『無銭旅行』において面白おかしく記されている。他方で、その放浪範囲は中国や台湾にも及び、「同文同種」の連帯感や西欧への敵愾心が垣間見え、放浪詩人としての姿と、その奥底にある政治意識の両方が常に同居していた。
後年には早稲田大学で中国文学の教鞭を取ったことや、福岡高校の教師に任じられたことが記録されており、後進の育成にも携わっていた。
1933年（昭和8年）4月に亡くなる。翌年5月には宮崎来城遺稿刊行会編『来城詩鈔』（全4巻）が刊行された。

## 人物・評価

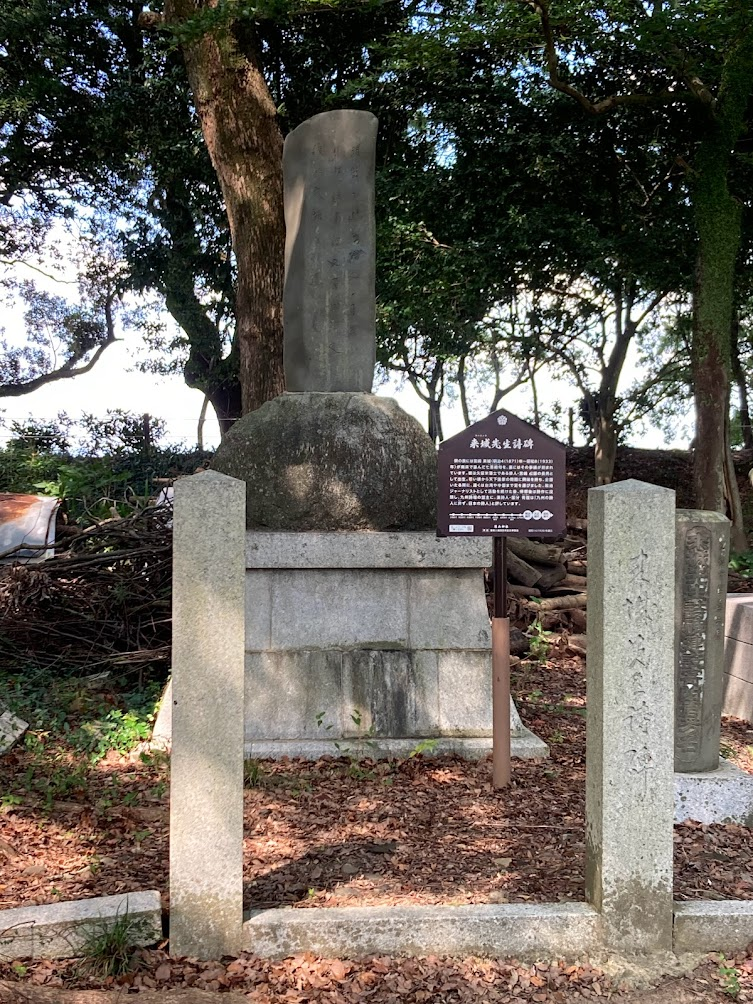
篠山神社境内にある来城先生詩碑

来城の性格は豪放磊落で生来の無頓着であったとされ、放浪癖にも富んでいた。また、漢詩人の国分青崖は「九州の詩人に非ず、日本の詩人」と評している。
久留米市篠山町（ささやままち）の篠山神社境内には1939年（昭和14年）に建立された「来城先生詩碑」があり、『性格は磊落で非凡、志は国家にあるも任官を好まず。全国を遊歴、足跡は台湾から中国大陸に及ぶ。一代の学識を持って作詩に情熱をもやし、著作も多くある。晩年は郷里に家を構え、弟子達が雲霞の如く集まってきて、この世界がますます盛んに成って来た。人々は天下の詩壇を賑わす大家であると噂していたのも又肯ける。』と記されている。

## 作品一覧

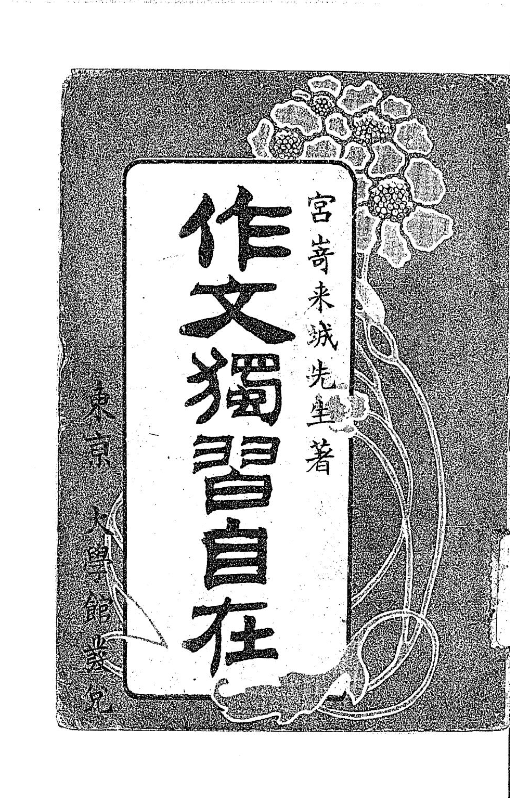
『作文独習自在』（1904）国立国会図書館デジタルコレクションより

特に断りの無い場合、すべて大学館より出版。
※印は国立国会図書館に所蔵なし。

### 1893年
- 『教旨弁惑 : 一名所謂衝突に就て』敬業社[注釈 11]

### 1899年
- 『楊貴妃』※

### 1900年
- 『多情の豪傑（正） 豪傑叢談第1編』
- 『豪傑の臨終 豪傑叢談第2編』
- 『豪傑の少時 豪傑叢談第3編』
- 『侠文章』[注釈 12]
- 『無銭旅行』

### 1901年
- 『乞食旅行』※
- 『豪傑の雅量 豪傑叢談第5編』
- 『多情の豪傑（続） 豪傑叢談第9編』
- 『虞美人 国色史叢第1編』
- 『西施 国色史叢第2編』

### 1902年～1903年
- 『餓鬼大将　超俗快談第一』
- 『大臣学校　超俗快談第二』※
- 『自力遊学　書生一代記 第三』※
- 『天竺浪人　書生一代記 第四』
- 『書生膝栗毛』[注釈 13]
- 『作詩術：漢詩自在』[注釈 14]
- 『鄭成功』

### 1904年
- 『名流苦学談』
- 『作文独習自在』
- 『支那戯曲小説文抄釋（正続）』早稲田大学出版部

### 1905年
- 『近江大掾』堀江恒三郎[注釈 15]
- 『支那近世文学史』早稲田大学出版部

### 1906年
- 『東亜平和策』上村才六[注釈 16]

### 1934年（没後）
- 『来城詩鈔（全4巻）』宮﨑来城遺稿刊行会編

## その他
- 従軍記者時代には満州浪人としても名があり、乃木希典将軍から寵愛を受けたという。
- 芸者の膝を枕に漢詩を練った、女性の着物や子供用の帽子を着て外を出歩いたといった破天荒なエピソードが数多い。
- 妻である宮崎ムメヨは伯父の阿部卯太郎の三女である。ムメヨが亡くなった際には死を悼む詩を残している。
- 同じ放浪仲間として、臺灣日日新報を通じて山田芙峰や、日下欽次郎（峰蓮）とも親交があった。
- 『無銭旅行』の序文では、当時登場した言文一致に対する違和感や、漢文口調への愛着がうかがえる。